# Marquesado de La Felguera
El marquesado de La Felguera es un título nobiliario español creado por el rey Alfonso XIII en favor de María de los Dolores Fernández-Duro y Bayo mediante real decreto del 25 de agosto de 1924 y despacho expedido el 3 de diciembre del mismo año, en atención a los méritos de su familia en el desarrollo industrial de la sociedad metalúrgica de la empresa Duro Felguera (fundada por el abuelo de la primera marquesa, Pedro Duro), y de la localidad industrial de La Felguera (Langreo), en el Principado de Asturias.

## Marqueses de la Felguera
|                           | Titular                                    | Periodo                   |
| Creación por Alfonso XIII | Creación por Alfonso XIII                  | Creación por Alfonso XIII |
| ------------------------- | ------------------------------------------ | ------------------------- |
| I                         | María de los Dolores Fernández-Duro y Bayo | 1924-1936                 |
| II                        | Jesús Velázquez-Duro                       | 1936-¿?                   |
| III                       | María del Carmen Velázquez-Duro y Cardenal | 1955-hoy                  |

## Historia de los marqueses de La Felguera
- María de los Dolores Fernández-Duro y Bayo (1872-Cabueñes, Gijón, 10 de septiembre de 1950), I marquesa de La Felguera.[1][3]

Casó con Antonio Velázquez Duro. En 1936 le sucedió, por cesión, su hijo:
- Jesús Velázquez-Duro, II marqués de La Felguera.[1][3]

Casó con María Luz González-Regueral y Argüelles. El 18 de febrero de 1955 le sucedió su sobrina, quien fuera hija de Julián Velázquez-Duro y Fernández-Duro, hijo primogénito de la I marquesa, casado con Celedonia Cardenal:
- María del Carmen Velázquez-Duro y Cardenal, III marquesa de La Felguera.[1][3]

Casó con Emilio Colomina de la Torre.